# Shadow Racing Cars

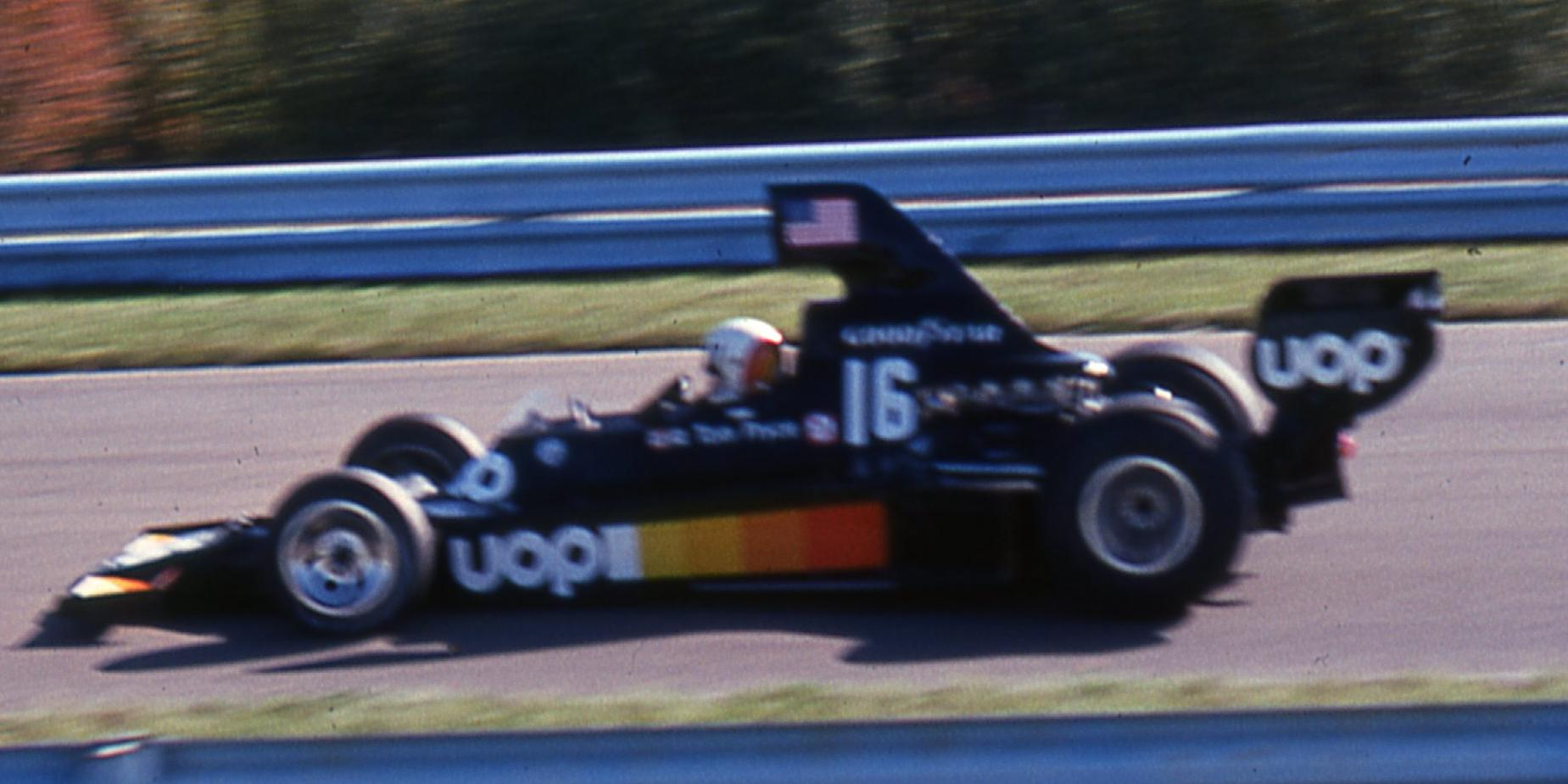
Tom Pryce w bolidzie Shadow DN5 podczas Grand Prix USA w sezonie 1975

Shadow Racing Cars – zespół wyścigowy startujący w Formule 1 w latach 1973–1980.

## Historia

### 1971-1972: Can-Am
Firma została założona w 1971 roku przez Dona Nicholsa pod nazwą Advance Vehicle Systems. Pierwszy samochód zespołu, Shadow Mk.1 zaprojektowany przez Trevora Harrisa wystartował w serii Can-Am (kierowcami byli George Follmer oraz Vic Elford). Mk.1 charakteryzował się innowacyjną konstrukcją (zastosowano w nim m.in. niewielkie koła dla zmniejszenia prześwitu), lecz pomimo swej szybkości nie należał do najbardziej konkurencyjnych pojazdów w stawce. Poprawa osiągów nadeszła wraz z kolejnym sezonem, kiedy to projektantem został Peter Bryant. W przygotowanym przez niego samochodzie nowy kierowca zespołu, Jackie Oliver zajął 8. miejsce w klasyfikacji generalnej. Ponadto, w sezonie 1972 zespół otrzymał wsparcie finansowe od nowego sponsora, Universal Oil Products.
Shadow zdominował serię Can-Am w 1974 roku, jednak współzawodniczył wtedy głównie z prywatnymi zespołami – największe firmy, takie jak McLaren i Porsche wycofały się z serii.

### 1973-1974: Formuła 1
Pod koniec roku 1972 Don Nichols ogłosił, iż wprowadza swój zespół do Formuły 1 wraz z początkiem nadchodzącego sezonu. Nowe bolidy, sponsorowane przez Universal Oil Products, zostały przygotowane przez Tony'ego Southgate. W poprzednim sezonie był on projektantem w zespole BRM i skonstruował samochód, w którym Jean-Pierre Beltoise zwyciężył w Grand Prix Monako.
Shadow zadebiutował w Formule 1 w trzecim wyścigu sezonu 1973 – Grand Prix RPA z bolidami Shadow DN1 prowadzonymi przez Jackie Olivera i George'a Follmera. Z podwozia DN1 korzystał również Graham Hill i jego prywatny zespół Embassy Hill.
Na kolejny sezon zatrudnieni zostali Peter Revson oraz Jean-Pierre Jarier – kierowcy zaliczani do grona najbardziej obiecujących w ówczesnych czasach. Revson wystąpił jedynie w dwóch pierwszych wyścigach sezonu – zginął podczas sesji treningowej na torze Kyalami, kiedy jego Shadow DN3 uderzył w betonową ścianę na skutek awarii zawieszenia. Na jego miejsce zatrudniony został Tom Pryce.

### 1975-1977
Nowy bolid, Shadow DN5, pozwolił Jarierowi na zdobycie pole position w dwóch pierwszych Grand Prix sezonu 1975, jednak w obu przypadkach z wyścigu wykluczyła go usterka mechaniczna. Trzecie i ostatnie w historii zespołu pierwsze miejsce startowe zdobył Tom Pryce podczas Grand Prix Wielkiej Brytanii w tym samym roku.
DN5, podobnie jak i inne samochody Shadow, napędzany był przez silnik Ford Cosworth DFV o mocy około 490 KM. Podczas GP Austrii Jarier używał francuskiego silnika Matra V12 (zdjęcie) o mocy około 550 KM. Aby zmieścić większą jednostkę napędową, konieczne stało się skonstruowanie nowego podwozia – DN7, o zwiększonym rozstawie osi. Z przyczyn finansowych (silnik ten był droższy w eksploatacji) DN7 nie wystartował w żadnym innym wyścigu.

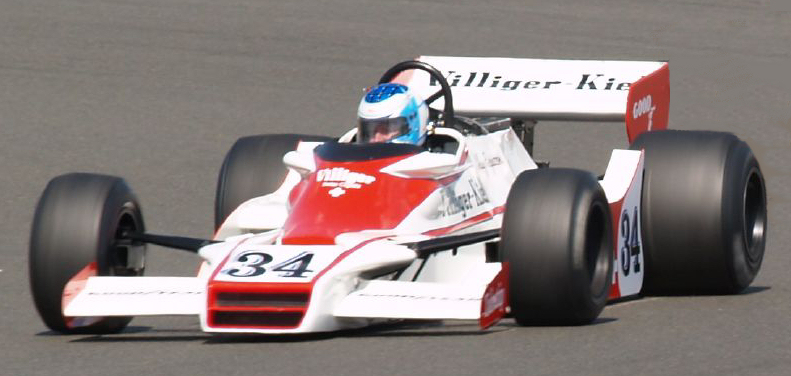
Shadow DN9

W sezonie 1977, podczas Grand Prix RPA w tragicznym wypadku zginął Tom Pryce. Zastąpił go przyszły Mistrz Świata, Alan Jones, który w Grand Prix Austrii zdobył pierwsze i jedyne zwycięstwo w historii zespołu (było to jednocześnie pierwsze zwycięstwo w karierze Jonesa).

### 1978-1980
Wraz z końcem sezonu 1977 część personelu odeszła z zespołu, aby skupić się na własnym projekcie (Arrows), co w połączeniu z przejściem Alana Jonesa do Williamsa sprawiło, iż Shadow zaczął odnotowywać coraz słabsze rezultaty. W swym ostatnim sezonie (1980) zespół zdołał zakwalifikować się tylko do jednego wyścigu, a brak funduszy spowodował całkowite wycofanie się z rywalizacji w połowie sezonu.

## Wyniki w Formule 1
| Legenda oznaczeń w tabelach wyników Wyświetl szablon na nowej stronie | Legenda oznaczeń w tabelach wyników Wyświetl szablon na nowej stronie                                                                     |
| Oznaczenie                                                            | Wyjaśnienie |
| --------------------------------------------------------------------- | --- |
| Złoty                                                                 | Zwycięzca lub mistrzostwo |
| Srebrny                                                               | 2. miejsce lub wicemistrzostwo |
| Brązowy                                                               | 3. miejsce lub II wicemistrzostwo |
| Zielony                                                               | Ukończył, punktował (w klasyfikacji generalnej, gdy zdobył co najmniej jeden punkt na przestrzeni sezonu, poza trzema powyższymi opcjami) |
| Niebieski                                                             | Ukończył, nie punktował (w klasyfikacji generalnej, gdy nie zdobył co najmniej jednego punktu na przestrzeni sezonu)                      |
| Czerwony                                                              | Nie zakwalifikował się (NZ) |
| Czerwony                                                              | Nie prekwalifikował się (NPK) |
| Różowy                                                                | Nie ukończył (NU) |
| Różowy                                                                | Niesklasyfikowany (NS) (w klasyfikacji generalnej, gdy nie został sklasyfikowany w żadnym wyścigu sezonu)                                 |
| Czarny                                                                | Zdyskwalifikowany (DK) |
| Czarny                                                                | Wykluczony (WYK/EX) |
| Biały                                                                 | Nie wystartował (NW) |
| Biały                                                                 | Kontuzjowany (K/INJ) |
| Biały                                                                 | Wyścig odwołany (OD/C) |
| Bez koloru                                                            | Został wycofany (WYC/WD) |
| Bez koloru                                                            | Nie przybył (NP/DNA) |
| Bez koloru                                                            | Nie brał udziału w treningach (NT/DNP) |
| Bez koloru                                                            | Nie został zgłoszony (–) |
| Pogrubienie                                                           | Start z pole position |
| Kursywa                                                               | Najszybsze okrążenie wyścigu |
| †                                                                     | Nie ukończył, ale jego rezultat został zaliczony ze względu na przejechanie więcej niż 90% dystansu wyścigu.                              |
| *                                                                     | Sezon w trakcie |
| 1/2/3                                                                 | Punktowana pozycja w sprincie kwalifikacyjnym                                                                                             |
| Lista systemów punktacji Formuły 1                                    | |

| Rok  | Samochód                         | Silnik            | Opony | Kierowcy           | Wyniki w poszczególnych eliminacjach | Wyniki w poszczególnych eliminacjach | Wyniki w poszczególnych eliminacjach | Wyniki w poszczególnych eliminacjach | Wyniki w poszczególnych eliminacjach | Wyniki w poszczególnych eliminacjach | Wyniki w poszczególnych eliminacjach | Wyniki w poszczególnych eliminacjach | Wyniki w poszczególnych eliminacjach | Wyniki w poszczególnych eliminacjach | Wyniki w poszczególnych eliminacjach | Wyniki w poszczególnych eliminacjach | Wyniki w poszczególnych eliminacjach | Wyniki w poszczególnych eliminacjach | Wyniki w poszczególnych eliminacjach | Wyniki w poszczególnych eliminacjach | Wyniki w poszczególnych eliminacjach | Punkty | Pozycja |
| ---- | -------------------------------- | ----------------- | ----- | ------------------ | ------------------------------------ | ------------------------------------ | ------------------------------------ | ------------------------------------ | ------------------------------------ | ------------------------------------ | ------------------------------------ | ------------------------------------ | ------------------------------------ | ------------------------------------ | ------------------------------------ | ------------------------------------ | ------------------------------------ | ------------------------------------ | ------------------------------------ | ------------------------------------ | ------------------------------------ | ------ | ------- |
| 1973 | Shadow DN1                       | Ford V8           | G     |                    | ARG                                  | BRA                                  | RPA                                  | ESP                                  | BEL                                  | MON                                  | SWE                                  | FRA                                  | GBR                                  | NED                                  | GER                                  | AUT                                  | ITA                                  | CAN                                  | USA                                  |                                      |                                      | 9      | 8       |
| 1973 | Shadow DN1                       | Ford V8           | G     | Jackie Oliver      |                                      |                                      | NU                                   | NU                                   | NU                                   | 10                                   | NU                                   | NU                                   | NU                                   | NU                                   | 8                                    | NU                                   | 11                                   | 3                                    | 15                                   |                                      |                                      | 9      | 8       |
| 1973 | Shadow DN1                       | Ford V8           | G     | George Follmer     |                                      |                                      | 6                                    | 3                                    | NU                                   | NW                                   | 14                                   | NU                                   | NU                                   | 10                                   | NU                                   | NU                                   | 10                                   | 17                                   | 14                                   |                                      |                                      | 9      | 8       |
| 1974 | Shadow DN1 Shadow DN3            | Ford V8           | G     |                    | ARG                                  | BRA                                  | RPA                                  | ESP                                  | BEL                                  | MON                                  | SWE                                  | NED                                  | FRA                                  | GBR                                  | GER                                  | AUT                                  | ITA                                  | CAN                                  | USA                                  |                                      |                                      | 7      | 8       |
| 1974 | Shadow DN1 Shadow DN3            | Ford V8           | G     | Peter Revson       | NU                                   | NU                                   | NW                                   |                                      |                                      |                                      |                                      |                                      |                                      |                                      |                                      |                                      |                                      |                                      |                                      |                                      |                                      | 7      | 8       |
| 1974 | Shadow DN1 Shadow DN3            | Ford V8           | G     | Brian Redman       |                                      |                                      |                                      | 7                                    | 18                                   | NU                                   |                                      |                                      |                                      |                                      |                                      |                                      |                                      |                                      |                                      |                                      |                                      | 7      | 8       |
| 1974 | Shadow DN1 Shadow DN3            | Ford V8           | G     | Bertil Roos        |                                      |                                      |                                      |                                      |                                      |                                      | NU                                   |                                      |                                      |                                      |                                      |                                      |                                      |                                      |                                      |                                      |                                      | 7      | 8       |
| 1974 | Shadow DN1 Shadow DN3            | Ford V8           | G     | Tom Pryce          |                                      |                                      |                                      |                                      |                                      |                                      |                                      | NU                                   | NU                                   | 8                                    | 6                                    | NU                                   | 10                                   | NU                                   | NU                                   |                                      |                                      | 7      | 8       |
| 1974 | Shadow DN1 Shadow DN3            | Ford V8           | G     | Jean-Pierre Jarier | NU                                   | NU                                   | NW                                   | NU                                   | 13                                   | 3                                    | 5                                    | NU                                   | 12                                   | NU                                   | 8                                    | 8                                    | NU                                   | NU                                   | 10                                   |                                      |                                      | 7      | 8       |
| 1975 | Shadow DN3 Shadow DN5 Shadow DN7 | Ford V8 Matra V12 | G     |                    | ARG                                  | BRA                                  | RPA                                  | ESP                                  | MON                                  | BEL                                  | SWE                                  | NED                                  | FRA                                  | GBR                                  | GER                                  | AUT                                  | ITA                                  | USA                                  |                                      |                                      |                                      | 9.5    | 6       |
| 1975 | Shadow DN3 Shadow DN5 Shadow DN7 | Ford V8 Matra V12 | G     | Tom Pryce          | 12                                   | NU                                   | 9                                    | NU                                   | NU                                   | 6                                    | NU                                   | 6                                    | NU                                   | NU                                   | 4                                    | 3                                    | 6                                    | NU                                   |                                      |                                      |                                      | 9.5    | 6       |
| 1975 | Shadow DN3 Shadow DN5 Shadow DN7 | Ford V8 Matra V12 | G     | Jean-Pierre Jarier | NW                                   | NU                                   | NU                                   | 4                                    | NU                                   | NU                                   | NU                                   | NU                                   | 8                                    | 14                                   | NU                                   | NU                                   | NU                                   | NU                                   |                                      |                                      |                                      | 9.5    | 6       |
| 1976 | Shadow DN5 / DN5B Shadow DN8     | Ford V8           | G     |                    | BRA                                  | RPA                                  | USW                                  | ESP                                  | BEL                                  | MON                                  | SWE                                  | FRA                                  | GBR                                  | GER                                  | AUT                                  | NED                                  | ITA                                  | CAN                                  | USA                                  | JPN                                  |                                      | 10     | 8       |
| 1976 | Shadow DN5 / DN5B Shadow DN8     | Ford V8           | G     | Tom Pryce          | 3                                    | 7                                    | NU                                   | 8                                    | 10                                   | 7                                    | 9                                    | 8                                    | 4                                    | 8                                    | NU                                   | 4                                    | 8                                    | 11                                   | NU                                   | NU                                   |                                      | 10     | 8       |
| 1976 | Shadow DN5 / DN5B Shadow DN8     | Ford V8           | G     | Jean-Pierre Jarier | NU                                   | NU                                   | 7                                    | NU                                   | 9                                    | 8                                    | 12                                   | 12                                   | 9                                    | 11                                   | NU                                   | 10                                   | 19                                   | 18                                   | 10                                   | 10                                   |                                      | 10     | 8       |
| 1977 | Shadow DN5B Shadow DN8           | Ford V8           | G     |                    | ARG                                  | BRA                                  | RPA                                  | USW                                  | ESP                                  | MON                                  | BEL                                  | SWE                                  | FRA                                  | GBR                                  | GER                                  | AUT                                  | NED                                  | ITA                                  | USA                                  | CAN                                  | JPN                                  | 23     | 7       |
| 1977 | Shadow DN5B Shadow DN8           | Ford V8           | G     | Tom Pryce          | NU                                   | NU                                   | NU                                   |                                      |                                      |                                      |                                      |                                      |                                      |                                      |                                      |                                      |                                      |                                      |                                      |                                      |                                      | 23     | 7       |
| 1977 | Shadow DN5B Shadow DN8           | Ford V8           | G     | Alan Jones         |                                      |                                      |                                      | NU                                   | NU                                   | 6                                    | 5                                    | 17                                   | NU                                   | 7                                    | NU                                   | 1                                    | NU                                   | 3                                    | NU                                   | 4                                    | 4                                    | 23     | 7       |
| 1977 | Shadow DN5B Shadow DN8           | Ford V8           | G     | Renzo Zorzi        | NU                                   | 6                                    | NU                                   | NU                                   | NU                                   |                                      |                                      |                                      |                                      |                                      |                                      |                                      |                                      |                                      |                                      |                                      |                                      | 23     | 7       |
| 1977 | Shadow DN5B Shadow DN8           | Ford V8           | G     | Riccardo Patrese   |                                      |                                      |                                      |                                      |                                      | 9                                    | NU                                   |                                      | NU                                   | NU                                   | 10                                   |                                      | 13                                   | NU                                   |                                      | 10                                   | 6                                    | 23     | 7       |
| 1977 | Shadow DN5B Shadow DN8           | Ford V8           | G     | Jackie Oliver      |                                      |                                      |                                      |                                      |                                      |                                      |                                      | 9                                    |                                      |                                      |                                      |                                      |                                      |                                      |                                      |                                      |                                      | 23     | 7       |
| 1977 | Shadow DN5B Shadow DN8           | Ford V8           | G     | Arturo Merzario    |                                      |                                      |                                      |                                      |                                      |                                      |                                      |                                      |                                      |                                      |                                      | NU                                   |                                      |                                      |                                      |                                      |                                      | 23     | 7       |
| 1977 | Shadow DN5B Shadow DN8           | Ford V8           | G     | Jean-Pierre Jarier |                                      |                                      |                                      |                                      |                                      |                                      |                                      |                                      |                                      |                                      |                                      |                                      |                                      |                                      | 9                                    |                                      |                                      | 23     | 7       |
| 1978 | Shadow DN8 Snadow DN9            | Ford V8           | G     |                    | ARG                                  | BRA                                  | RPA                                  | USW                                  | MON                                  | BEL                                  | ESP                                  | SWE                                  | FRA                                  | GBR                                  | GER                                  | AUT                                  | NED                                  | ITA                                  | USA                                  | CAN                                  |                                      | 6      | 11      |
| 1978 | Shadow DN8 Snadow DN9            | Ford V8           | G     | Hans-Joachim Stuck | 17                                   | NU                                   | NZ                                   | NW                                   | NU                                   | NU                                   | NU                                   | 11                                   | 11                                   | 5                                    | NU                                   | NU                                   | NU                                   | NU                                   | NU                                   | NU                                   |                                      | 6      | 11      |
| 1978 | Shadow DN8 Snadow DN9            | Ford V8           | G     | Clay Regazzoni     | 15                                   | 5                                    | NZ                                   | 10                                   | NZ                                   | NU                                   | 15                                   | 5                                    | NU                                   | NU                                   | NZ                                   | NU                                   | NZ                                   | NU                                   | 14                                   | NZ                                   |                                      | 6      | 11      |
| 1979 | Shadow DN9                       | Ford V8           | G     |                    | ARG                                  | BRA                                  | RPA                                  | USW                                  | ESP                                  | BEL                                  | MON                                  | FRA                                  | GBR                                  | GER                                  | AUT                                  | NED                                  | ITA                                  | CAN                                  | USA                                  |                                      |                                      | 3      | 10      |
| 1979 | Shadow DN9                       | Ford V8           | G     | Jan Lammers        | NU                                   | 14                                   | NU                                   | NU                                   | 12                                   | 10                                   | NZ                                   | 18                                   | 11                                   | 10                                   | NU                                   | NU                                   | NZ                                   | 9                                    | NZ                                   |                                      |                                      | 3      | 10      |
| 1979 | Shadow DN9                       | Ford V8           | G     | Elio de Angelis    | 7                                    | 12                                   | NU                                   | 7                                    | NU                                   | NU                                   | NZ                                   | 16                                   | 12                                   | 11                                   | NU                                   | NU                                   | NU                                   | NU                                   | 4                                    |                                      |                                      | 3      | 10      |
| 1980 | Shadow DN11 Shadow DN12          | Ford V8           | G     |                    | ARG                                  | BRA                                  | RPA                                  | USW                                  | BEL                                  | MON                                  | FRA                                  | GBR                                  | GER                                  | AUT                                  | NED                                  | ITA                                  | CAN                                  | USA                                  |                                      |                                      |                                      | 0      | NU      |
| 1980 | Shadow DN11 Shadow DN12          | Ford V8           | G     | Stefan Johansson   | NZ                                   | NZ                                   |                                      |                                      |                                      |                                      |                                      |                                      |                                      |                                      |                                      |                                      |                                      |                                      |                                      |                                      |                                      | 0      | NU      |
| 1980 | Shadow DN11 Shadow DN12          | Ford V8           | G     | Geoff Lees         |                                      |                                      | 13                                   | NZ                                   | NZ                                   | NZ                                   | NZ                                   |                                      |                                      |                                      |                                      |                                      |                                      |                                      |                                      |                                      |                                      | 0      | NU      |
| 1980 | Shadow DN11 Shadow DN12          | Ford V8           | G     | Dave Kennedy       | NZ                                   | NZ                                   | NZ                                   | NZ                                   | NZ                                   | NZ                                   | NZ                                   |                                      |                                      |                                      |                                      |                                      |                                      |                                      |                                      |                                      |                                      | 0      | NU      |